# 湾岸ルピー
湾岸ルピー（わんがんルピー、アラビア語: روبية خليجية, 英語: Gulf Rupee）は1959年から1970年頃の間、ペルシャ湾沿岸の国々で使われていた通貨単位。

## 歴史
1959年5月にインド政府によって、1900年代中頃よりこれまで国外で広く流通していたインド・ルピーに替わって、国外のみで流通させる目的で発行された。特にクウェート、バーレーン、カタール、トルーシャル海岸地域（現在のアラブ首長国連邦）、マスカット・オマーンなどのペルシャ湾岸とアラビア半島の国々で使用された。この通貨は特に、金の密貿易によるインドの外貨準備高への影響を少なくさせる意図があった。
インド政府は1966年6月6日に、これまで英ポンドに対して1ポンド=13 1/3ルピーでペッグしていたインド・ルピーを切り下げることにした際、カタールやその他の国々は切り下げの影響を避けるため独自通貨の導入に踏み切った。カタールとドバイは「カタール・ドバイ・リヤル」（後のカタール・リヤル）を導入し、またそれ以前にクウェートとバーレーンはそれぞれ1961年にはクウェート・ディナール、1965年にバーレーン・ディナール独自通貨を相次いで導入しており、アブダビはバーレーン・ディナールを導入していた。オマーンは政府がポンドとの旧レートを支持し1970年まで湾岸ルピーの使用を続けたが、1970年にオマーン・リアルを導入した。

## 固定為替レート
基本的にUKポンドに対して1ポンド=13 1/3ルピー。

## 紙幣
1、5、10、100ルピー紙幣が存在した。通常のインド・ルピーと似ているが、登録番号の左に「Z」が印刷されていて区別される。インド準備銀行（Reserve Bank of India）発行。

## 硬貨
1、2、5、10、25、50パイサ硬貨が存在した。1ルピー=100パイサ。